# Luca Vildoza
Luca Vildoza, né le 11 août 1995, à Quilmes, dans la Province de Buenos Aires, est un joueur argentin de basket-ball. Il évolue aux postes de meneur et d'arrière. 

## Carrière

### Quilmes (2011-2016)
En 2011, Vildoza commence sa carrière professionnelle en première division argentine avec l'équipe de Quilmes pour la saison 2011-2012 de LNB.
Puis, il joue en deuxième division argentine avec Quilmes durant la saison 2012-2013 de TNA.
Il passe les trois saisons suivantes en première division argentine.

### Saski Baskonia (2016-2021)
En 2016, il signe un contrat de quatre ans avec le club basque du Saski Baskonia. Cependant, Baskonia le renvoie à Quilmes sous forme de prêt pour la saison 2016-2017.
Il rejoint Baskonia pour la saison 2017-2018 et fait ses débuts en Euroligue. En 24 matches d'EuroLeague, il a des moyennes de 4,5 points, 2 passes décisives et 1,3 rebond par match. Dans le championnat espagnol, il joue 25 matches et a des moyennes de 5,9 points (avec une réussite de 50 % aux tirs et 40,4 % aux tirs à trois points). Baskonia participe aux playoffs ACB 2018 et accède aux finales ACB 2018 mais s'incline contre le Real Madrid 3 manches à 1.
Pour la saison 2018-2019, le rôle de Vildoza prend de l'ampleur et ses statistiques suivant avec des moyennes de 9,1 points et 3,8 passes décisives en 34 matches d'Euroligue. En mars 2019, Vildoza signe une extension de contrat avec Baskonia, l'assurant de rester jusqu'à la fin de la saison 2023-2024. Dans le championnat espagnol 2018-2019, il participe à 32 rencontres et a une moyenne de 9,3 points par match. Baskonia accède de nouveau aux playoffs ACB 2019 mais s'incline au premier tour, en quarts de finale contre Zaragoza 2 matches à 0.

### Knicks de New York (2021)
En mai 2021, Vildoza signe un contrat de 13,6 millions de dollars sur quatre ans avec les Knicks de New York, il rejoint la franchise new-yorkaise pour la fin de la saison. Les saisons 2021-2024 ne sont pas garanties. En octobre 2021, Vildoza est licencié par les Knicks sans avoir joué une seule rencontre en raison d'une opération au pied qui l'attend.

### Bucks de Milwaukee (2022)
Début avril 2022, il signe jusqu'à la fin de saison avec les Bucks de Milwaukee. Vildoza participe à 7 matches de playoff et joue 2,4 minutes en moyenne par match.

### Étoile rouge de Belgrade (2022-2023)
Après avoir espéré obtenir une place en NBA pour la saison 2022-2023, Vildoza revient en Europe en octobre et s'engage pour deux saisons avec l'Étoile rouge de Belgrade, club serbe qui participe à l'EuroLigue.

### Panathinaïkos (2023-2024)
Le 26 juin 2023, il signe un contrat de trois ans avec le Panathinaïkós.

### Olympiakós (2024-2025)
Le 2 juillet 2024, il se libère de son contrat pour signer chez le rival, l'Olympiakós pour deux saisons. Il est coupé par le club grec en juin 2025.

### Virtus Bologne (depuis 2025)
Dans la foulée, Vildoza signe un contrat de trois ans avec le club italien de la Virtus Bologne, évoluant en Euroligue.

### Sélection nationale
Vildoza est sélectionné dans les équipes nationales junior de l'Argentine. Il participe notamment à la coupe du monde U17 en 2012.
Puis, en 2014, il intègre la sélection nationale avec qui il participe aux Jeux sud-américains de 2014 et remporte la médaille d'or.
En 2015, il participe aux Jeux panaméricains de 2015 et termine à la 5e place.
En 2016, lors du Championnat d'Amérique du Sud 2016, il termine à la 4e place.
En 2017, il participe au Championnat des Amériques 2017 où il remporte la médaille d'argent.
Entre le 27 juillet et le 10 août 2019, il participe aux Jeux panaméricains de 2019 où il remporte la médaille d'or à Lima.
Entre le 31 août et le 16 septembre 2019, il participe à la Coupe du monde 2019.

## Palmarès

### En club
- Champion d'Espagne 2020 avec le Saski Baskonia
- Vainqueur de l'Euroligue 2024
- Champion de Grèce en 2025

### Sélection nationale
- Vainqueur des Jeux sud-américains 2014
- Vainqueur des Jeux panaméricains 2019
- 2e à la Coupe du monde 2019
- 2e du championnat des Amériques 2017
- 4e du championnat d'Amérique du Sud 2016
- 5e des Jeux panaméricains 2015
- 7e aux Jeux olympiques 2020

### Distinctions personnelles
- Meilleur joueur de la finale du Championnat d'Espagne 2019-2020